# Myiomela cambodiana
Myiomela cambodiana, "kambodjanäktergal", är en fågelart i familjen flugsnappare inom ordningen tättingar. Den betraktas oftast som underart till vitstjärtad näktergal (Myiomela leucura), men urskiljs sedan 2016 som egen art av Birdlife International och IUCN.
Fågeln förekommer i sydöstra Thailand och Kambodja. Den kategoriseras av IUCN som livskraftig.